# Salim Diakité
Salim Diakité (Gonesse, 3 giugno 2000) è un calciatore francese naturalizzato maliano, difensore del Palermo e della nazionale maliana.

## Biografia
Cresciuto a Les Mureaux, banlieue vicina a Parigi, è il nipote di Oumou Sangaré, cantautrice maliana.

## Caratteristiche tecniche
È un terzino destro, in grado di agire da difensore centrale.

## Carriera

### Club

#### Gli inizi, Ternana
Entra nel settore giovanile del Les Mureaux nel 2008, all'età di 8 anni. Nel 2015 viene tesserato dal Mantois 78, che lo aggrega al proprio settore giovanile. Dopo aver trascorso sei mesi al Rio Ave, nel 2019 si trasferisce in Italia, accordandosi con l'Olympia Agnonese, formazione impegnata nel campionato di Serie D.
Il 29 gennaio 2020 viene tesserato dal Teramo, che lo lascia in prestito all'Olympia Agnonese fino al termine della stagione. L'11 agosto 2021 firma un quadriennale con la Ternana. Esordisce in Serie B il 6 novembre contro l'Alessandria, subentrando al 75' al posto di Marino Defendi. Il 25 febbraio 2023 segna il suo primo gol in serie B , quella del momentaneo vantaggio nella partita interna contro il Cittadella, poi persa per 2-1. Lascia le Fere dopo 72 presenze e 4 reti.

#### Palermo
Il 25 gennaio 2024 viene acquistato a titolo definitivo dal Palermo, con cui sottoscrive un contratto fino al 30 giugno 2028. Esordisce in rosanero il 2 febbraio successivo, giocando da titolare nella partita vinta al Barbera contro il Bari (3-0). Il 10 maggio segna il suo primo gol decidendo la trasferta in casa del Südtirol (0-1 finale) nell'ultima giornata di campionato.
Il 17 maggio segna la sua prima doppietta in carriera, decidendo la partita contro la Sampdoria (2-0)  portando la sua squadra alle semifinali play-off contro il Venezia. Tuttavia contro i veneti i rosanero hanno la peggio venendo eliminati.

### Nazionale
Il 29 maggio 2024 viene convocato per la prima volta dalla Nazionale di calcio del Mali in vista delle gare di qualificazione ai Campionato mondiale di calcio 2026 contro Ghana e Madagascar. Esordisce in nazionale l'11 giugno contro il Madagascar, venendo schierato nell’undici titolare e venendo sostituito al minuto 88.

## Statistiche

### Presenze e reti nei club
Statistiche aggiornate al 17 maggio 2025.
| Stagione        | Squadra          | Campionato      | Campionato | Campionato | Coppe nazionali | Coppe nazionali | Coppe nazionali | Coppe continentali | Coppe continentali | Coppe continentali | Altre coppe | Altre coppe | Altre coppe | Totale | Totale |
| Stagione        | Squadra          | Comp            | Pres       | Reti       | Comp            | Pres            | Reti            | Comp               | Pres               | Reti               | Comp        | Pres        | Reti        | Pres   | Reti   |
| --------------- | ---------------- | --------------- | ---------- | ---------- | --------------- | --------------- | --------------- | ------------------ | ------------------ | ------------------ | ----------- | ----------- | ----------- | ------ | ------ |
| 2018-2019       | Mantois 78       | CN2             | 1          | 0          | -               | -               | -               | -                  | -                  | -                  | -           | -           | -           | 1      | 0      |
| 2019-2020       | Olympia Agnonese | D               | 24         | 1          | CI-D            | 1               | 0               | -                  | -                  | -                  | -           | -           | -           | 25     | 1      |
| 2020-2021       | Teramo           | C               | 26         | 0          | CI              | 2               | 0               | -                  | -                  | -                  | -           | -           | -           | 28     | 0      |
| 2021-2022       | Ternana          | B               | 19         | 0          | CI              | 1               | 0               | -                  | -                  | -                  | -           | -           | -           | 20     | 0      |
| 2022-2023       | Ternana          | B               | 32         | 1          | CI              | 0               | 0               | -                  | -                  | -                  | -           | -           | -           | 32     | 1      |
| 2023-gen. 2024  | Ternana          | B               | 19         | 3          | CI              | 1               | 0               | -                  | -                  | -                  | -           | -           | -           | 20     | 3      |
| Totale Ternana  | Totale Ternana   | Totale Ternana  | 70         | 4          |                 | 2               | 0               |                    | -                  | -                  |             | -           | -           | 72     | 4      |
| gen.-giu. 2024  | Palermo          | B               | 15+3       | 1+2        | CI              | -               | -               | -                  | -                  | -                  | -           | -           | -           | 18     | 3      |
| 2024-2025       | Palermo          | B               | 31+1       | 1+0        | CI              | 1               | 0               | -                  | -                  | -                  | -           | -           | -           | 33     | 1      |
| Totale Palermo  | Totale Palermo   | Totale Palermo  | 46+4       | 2+2        |                 | 1               | 0               |                    | -                  | -                  |             | -           | -           | 51     | 4      |
| Totale carriera | Totale carriera  | Totale carriera | 167+4      | 7+2        |                 | 6               | 0               |                    | -                  | -                  |             | -           | -           | 177    | 9      |

### Cronologia presenze e reti in nazionale
| Cronologia completa delle presenze e delle reti in nazionale ― Mali | Cronologia completa delle presenze e delle reti in nazionale ― Mali | Cronologia completa delle presenze e delle reti in nazionale ― Mali | Cronologia completa delle presenze e delle reti in nazionale ― Mali | Cronologia completa delle presenze e delle reti in nazionale ― Mali | Cronologia completa delle presenze e delle reti in nazionale ― Mali | Cronologia completa delle presenze e delle reti in nazionale ― Mali | Cronologia completa delle presenze e delle reti in nazionale ― Mali |
| Data                                                                | Città                                                               | In casa                                                             | Risultato                                                           | Ospiti                                                              | Competizione                                                        | Reti                                                                | Note                                                                |
| ------------------------------------------------------------------- | ------------------------------------------------------------------- | ------------------------------------------------------------------- | ------------------------------------------------------------------- | ------------------------------------------------------------------- | ------------------------------------------------------------------- | ------------------------------------------------------------------- | ------------------------------------------------------------------- |
| 11-6-2024                                                           | Johannesburg                                                        | Madagascar                                                          | 0 – 0                                                               | Mali                                                                | Qual. Mondiali 2026                                                 | -                                                                   | 88’                                                                 |
| 6-9-2024                                                            | Bamako                                                              | Mali                                                                | 1 – 1                                                               | Mozambico                                                           | Qual. Coppa d'Africa 2025                                           | -                                                                   | 74’                                                                 |
| 10-9-2024                                                           | Mbombela                                                            | eSwatini                                                            | 0 – 1                                                               | Mali                                                                | Qual. Coppa d'Africa 2025                                           | -                                                                   |                                                                     |
| 11-10-2024                                                          | Bamako                                                              | Mali                                                                | 1 – 0                                                               | Guinea-Bissau                                                       | Qual. Coppa d'Africa 2025                                           | -                                                                   | 82’                                                                 |
| 15-10-2024                                                          | Bissau                                                              | Guinea-Bissau                                                       | 0 – 0                                                               | Mali                                                                | Qual. Coppa d'Africa 2025                                           | -                                                                   | 85’                                                                 |
| 20-3-2025                                                           | Berkane                                                             | Comore                                                              | 0 – 3                                                               | Mali                                                                | Qual. Mondiali 2026                                                 | -                                                                   |                                                                     |
| Totale                                                              |                                                                     | Presenze                                                            | 6                                                                   |                                                                     | Reti                                                                | 0                                                                   |                                                                     |